# لنارت روسولند
لنارت روسولند (انگلیسی: Lennart Roslund؛ زادهٔ ۱۵ فوریهٔ ۱۹۴۶) قایقران قایق بادبانی اهل سوئد است.